# Rafael Olmos i Salaver
Rafael Olmos i Salaver és un llicenciat en filologia hispànica i exassessor del conseller d'Interior en projectes transversals de seguretat.
Va ser el director general de la policia de Catalunya i el màxim responsable de l'acció d'aquesta força policial contra una manifestació d'estudiants del dia 18 de març de 2009 per protestar contra el desallotjament dels estudiants que formaven part de la Tancada a la Central contra el Pla Bolonya, així com a uns 30 periodistes que ho intentaven acreditar.
El catedràtic d'antropologia de la Universitat de Barcelona Manuel Delgado va qualificar de franquista l'actuació de la policia en el desallotjament de l'Edifici Històric de la Universitat de Barcelona i la càrrega posterior. El conseller d'Interior, Joan Saura, es pronuncià finalment vint-i-quatre hores després i va reconèixer que li «preocupava» el que havia passat. Per aquest motiu va demanar un informe policíac exhaustiu sobre el que havia passat i demanà comparèixer al Parlament per explicar els fets. Setmanes més tard, Rafael Olmos va dimitir per aquests fets i el director de l'Institut de Seguretat Pública de Catalunya, Carlos González, li ha ofert donar classes a l'Escola de Policia de Catalunya, a Mollet del Vallès.